# Les Films du losange
 (avril 2022).
Pour les articles homonymes, voir Losange (homonymie).
Les Films du losange
est une société de production, de distribution et de ventes internationales cinématographiques française, créée par Barbet Schroeder, Éric Rohmer et Pierre Cottrell en 1962. Dès sa fondation, elle contribue à l'essor de la Nouvelle Vague en intervenant dans le financement de nombreux films.

## Filmographie partielle en tant que producteur
Le catalogue des Films du Losange compte plus de 100 films, dont la quasi-totalité des films d'Éric Rohmer, mais aussi des films de Barbet Schroeder, Roger Planchon, Jacques Rivette, Michael Haneke, Jacques Doillon, Romain Goupil, Jean-Marc Moutout, Raymond Depardon et Philippe Claudel.
La société distribue également les longs métrages qu'elle produit.
- 1959 : Le Signe du Lion de Éric Rohmer
- 1962 : La Boulangère de Monceau de Éric Rohmer
- 1963 : La Carrière de Suzanne de Éric Rohmer
- 1967 : La Collectionneuse de Éric Rohmer
- 1969 : Ma nuit chez Maud de Éric Rohmer
- 1969 : More de Barbet Schroeder
- 1970 : Le Genou de Claire de Éric Rohmer
- 1972 : L'Amour l'après-midi de Éric Rohmer
- 1972 : La Vallée de Barbet Schroeder
- 1974 : Céline et Julie vont en bateau de Jacques Rivette
- 1974 : Général Idi Amin Dada de Barbet Schroeder
- 1974 : La Paloma de Daniel Schmid
- 1976 : La Marquise d'O... de Éric Rohmer
- 1976 : Maîtresse de Barbet Schroeder
- 1978 : Perceval le Gallois de Éric Rohmer
- 1978 : Koko, le gorille qui parle de Barbet Schroeder
- 1981 : La Femme de l'aviateur de Éric Rohmer
- 1982 : Le Beau Mariage de Éric Rohmer
- 1982 : Lettres d'amour en Somalie de Frédéric Mitterrand
- 1983 : Pauline à la plage de Éric Rohmer
- 1984 : Les Nuits de la pleine lune de Éric Rohmer
- 1984 : Un amour de Swann de Volker Schlöndorff
- 1984 : Tricheurs de Barbet Schroeder
- 1986 : Le Rayon vert de Éric Rohmer
- 1987 : L'Ami de mon amie de Éric Rohmer
- 1987 : Quatre aventures de Reinette et Mirabelle de Éric Rohmer
- 1988 : Les Possédés de Andrzej Wajda
- 1989 : Noce blanche de Jean-Claude Brisseau
- 1990 : Conte de printemps de Éric Rohmer
- 1990 : Europa Europa d'Agnieszka Holland
- 1992 : Conte d'hiver de Éric Rohmer
- 1996 : Conte d'été de Éric Rohmer
- 1996 : Le Bel Été 1914 de Christian de Chalonge
- 1998 : Conte d'automne de Éric Rohmer
- 1998 : Lautrec de Roger Planchon
- 1999 : Pan Tadeusz d'Andrzej Wajda
- 2000 : La Vierge des tueurs de Barbet Schroeder
- 2000 : La Saison des hommes de Moufida Tlatli
- 2005 : Un fil à la patte de Michel Deville
- 2005 : Caché de Michael Haneke
- 2008 : La Fabrique des sentiments de Jean-Marc Moutout
- 2008 : Pour un instant, la liberté de Arash T. Riahi
- 2009 : Le Ruban blanc de Michael Haneke
- 2010 : Les Mains en l'air de Romain Goupil
- 2011 : De bon matin de Jean-Marc Moutout
- 2012 : Amour de Michael Haneke
- 2015 : Les Jours venus de Romain Goupil
- 2015 : Une enfance de Philippe Claudel
- 2016 : Happy End de Michael Haneke

## Filmographie partielle en tant que distributeur
La société distribue les films en France et à l'international. 
- 2003 : Dogville de Lars von Trier
- 2007 : Funny Games U.S. de Michael Haneke
- 2007 : Le Direktør de Lars von Trier
- 2009 : Antichrist de Lars von Trier
- 2009 : Le Roi de l'évasion d'Alain Guiraudie
- 2011 : Melancholia de Lars von Trier
- 2011 : Pina de Wim Wenders
- 2011 : Michael de Markus Schleinzer
- 2012 : Holy Motors de Leos Carax
- 2013 : Grigris de Mahamat-Saleh Haroun
- 2013 : L'Inconnu du lac d'Alain Guiraudie
- 2013 : Michael Kohlaas d'Arnaud des Pallières
- 2013 : Heimat d'Edgar Reitz
- 2014 : Arrête ou je continue de Sophie Fillières
- 2014 : Nymphomaniac de Lars von Trier
- 2014 : Le Procès de Viviane Amsalem de Ronit Elkabetz et Shlomi Elkabetz
- 2014 : Sils Maria d'Olivier Assayas
- 2017 : Djam de Tony Gatlif
- 2017 : Prendre le large de Gaël Morel
- 2018 : Maya de Mia Hansen-Løve
- 2019 : Merveilles à Montfermeil de Jeanne Balibar
- 2021 : Les Intranquilles de Joachim Lafosse
- 2023 : De Humani Corporis Fabrica de Lucien Castaing-Taylor et Véréna Paravel
- 2024 : Un silence de Joachim Lafosse
- 2024 : Sons (Vogter) de Gustav Möller